# 努努-ゆめゆめ-
「努努-ゆめゆめ-」は、ロックバンド、ONE OK ROCKの2枚目のシングル。

## 概要
前作「内秘心書」よりちょうど3ヵ月後に発売された。

## 収録曲
1. 努努-ゆめゆめ- [3:13]
作詞,作曲:Toru, Taka / 編曲:ONE OK ROCK, 平出悟

1. カラス [3:35]
作詞:Taka / 作曲:Alex, Taka / 編曲:ONE OK ROCK, 是永巧一